# Lecane kluchor
Lecane kluchor är en hjuldjursart som beskrevs av Tarnogradski 1930. Lecane kluchor ingår i släktet Lecane och familjen Lecanidae. Inga underarter finns listade i Catalogue of Life.